# Srebrzysta plamistość liści różanecznika

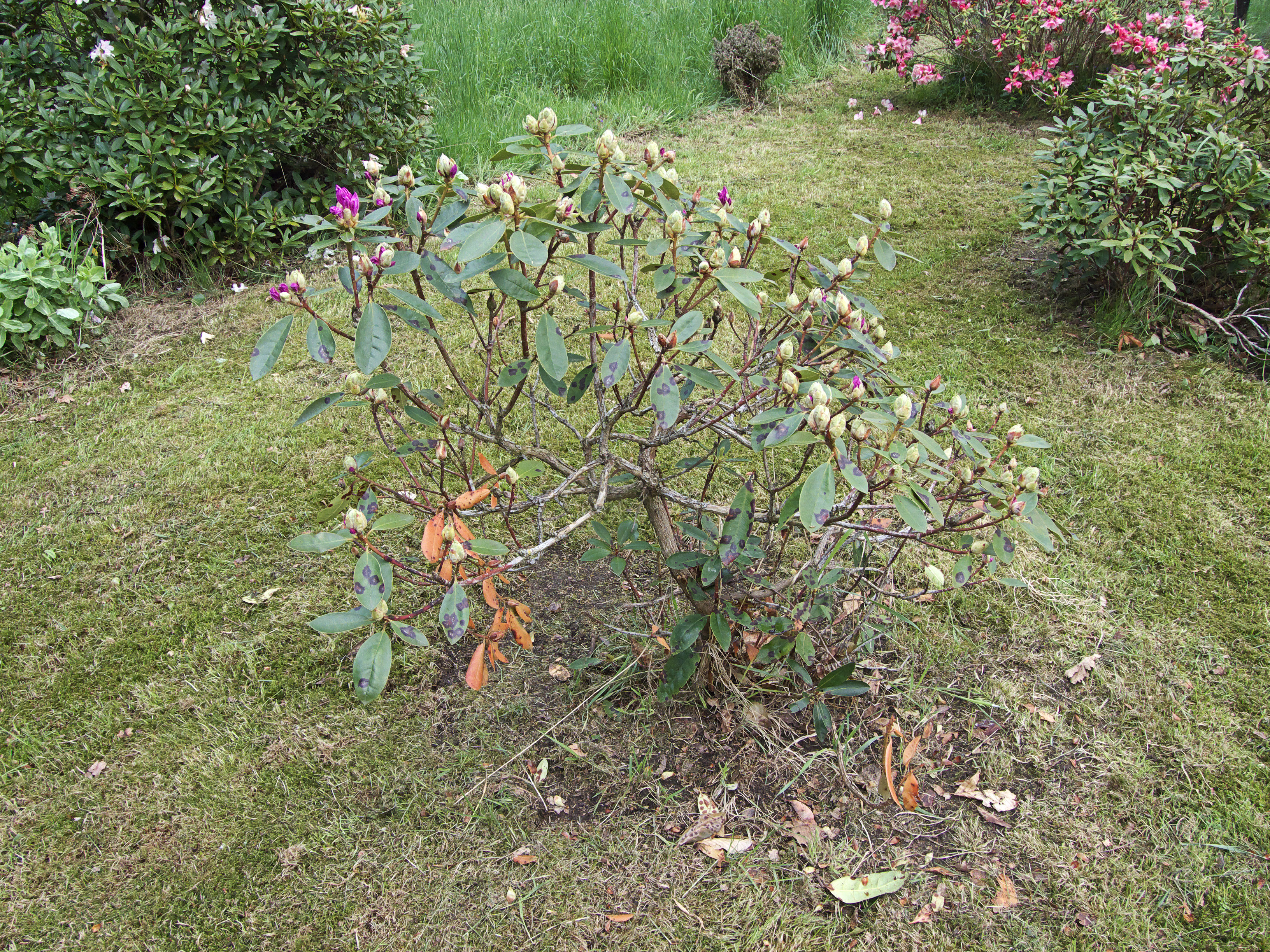

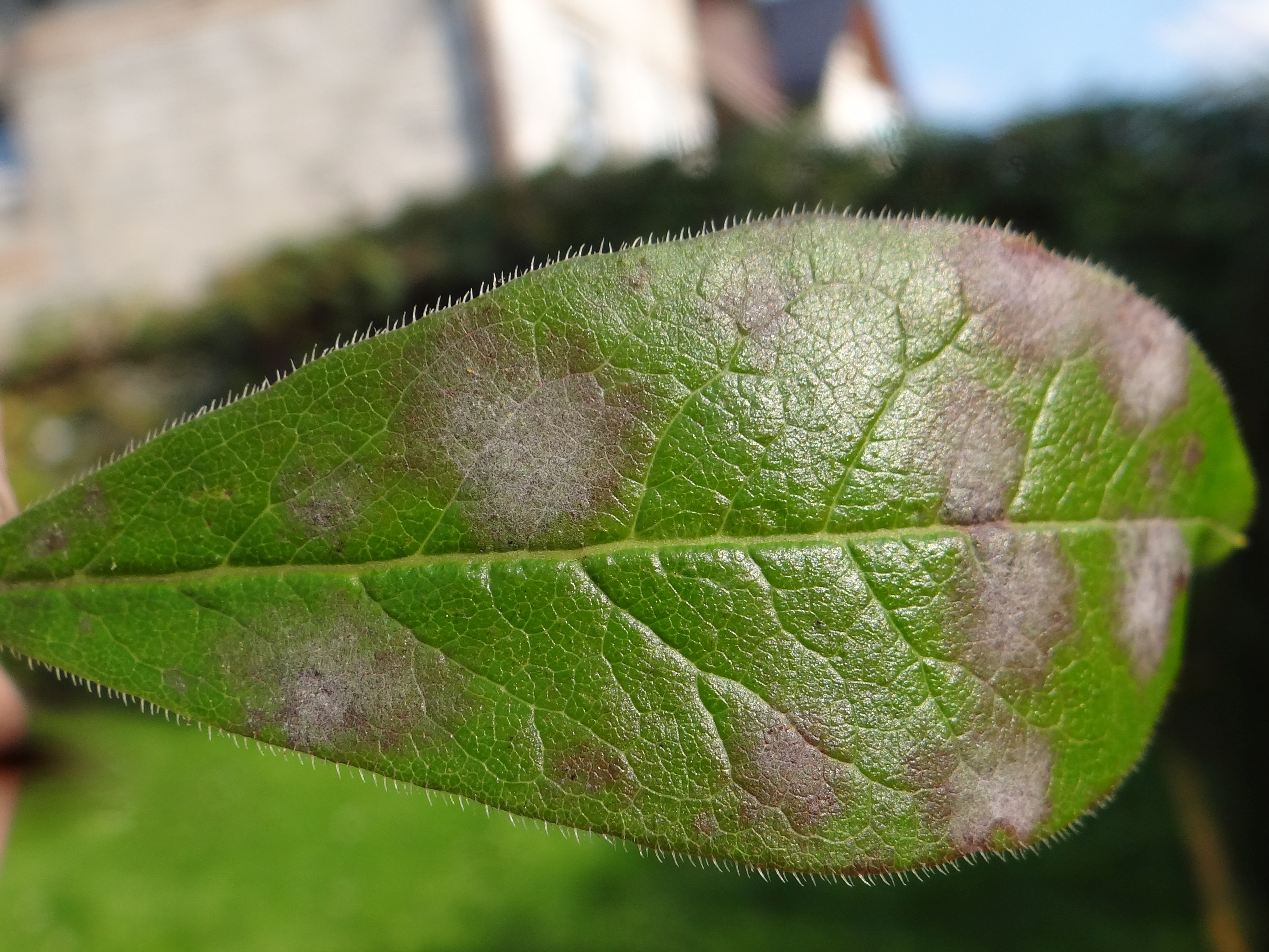

Srebrzysta plamistość liści różanecznika (ang. cercospora leaf spot of rhododendron) – choroba różaneczników (Rhododendron) wywołana przez Chuppomyces handelii.

## Objawy
Na obydwu stronach liści kanciaste, ciemnobrązowe plamki o różnorodnym kształcie i średnicy od 3 do 20 mm. Plamki te mogą się łączyć z sobą i wówczas większa część liści może stać się nekrotyczna. Czasami plamki tworzą się także na ogonkach liściowych. Na niektórych odmianach różaneczników środki plam są srebrzystobiałe, dzięki liftingowi naskórka. Najsilniej porażone są dolne liście. W wilgotnych warunkach na obydwu stronach liści w obrębie plam tworzy się brązowy nalot, na którym zachodzi konidiogeneza grzyba. Przy silnym porażeniu rośliny pozbawione zostają liści i ostatecznie obumierają.
Czynnikiem przyczyniającym się do inicjowania i pogłębiania tej choroby jest susza. Różaneczniki mają płytkie korzenie, więc szybko wysychają, zwłaszcza gdy jest gorąco i sucho. Nagromadzony przez lata stres związany z suszą sprzyja tej chorobie.
Choroba atakuje głównie grupę różaneczników, która przez ogrodników nazywana jest azaliami.

## Zapobieganie chorobie
Porażonych liści nie da się już uratować. Zaleca się pod różanecznikami grube ściółkowanie, które m.in. zapobiega nadmiernej utracie wody. Rośliny nie mogą być zagęszczone, gdyż sprzyja to infekcom. Rośliny powinny mieć zabezpieczoną odpowiednią cyrkulację powietrza. Porażone liście i silnie porażone łodygi należy usuwać. Po każdym cięciu należy dezynfekować używane do tego narzędzia. Opadłe liście jesienią wygrabuje się i usuwa, gdyż stanowią one inokulum patogenów.